# 鴿式單翼機
鴿式單翼機（英語：Etrich Taube），是奧地利奧匈帝國飛機工程師埃高·艾垂奇發明，在第一次世界大戰期間除了奧匈帝國，其同盟國盟友德意志帝國也大量採用作為偵察機、轟炸機和教練機等多種用途。

## 基本資料
- 機長: 9.85米
- 翼展: 14.35米
- 機高: 3.15米
- 載重: 870公斤
- 翼面積: 38.84平方米
- 發動機: 1具麥西德D-1式四缸直立型水冷式發動機(馬力=100匹)
- 最快時速: 100公里/小時
- 航程: 140公里
- 武裝:1支由前座機員携帶的7.92毫米口徑步槍
- 乘員:1人至2人

## 發展簡史和設計特點

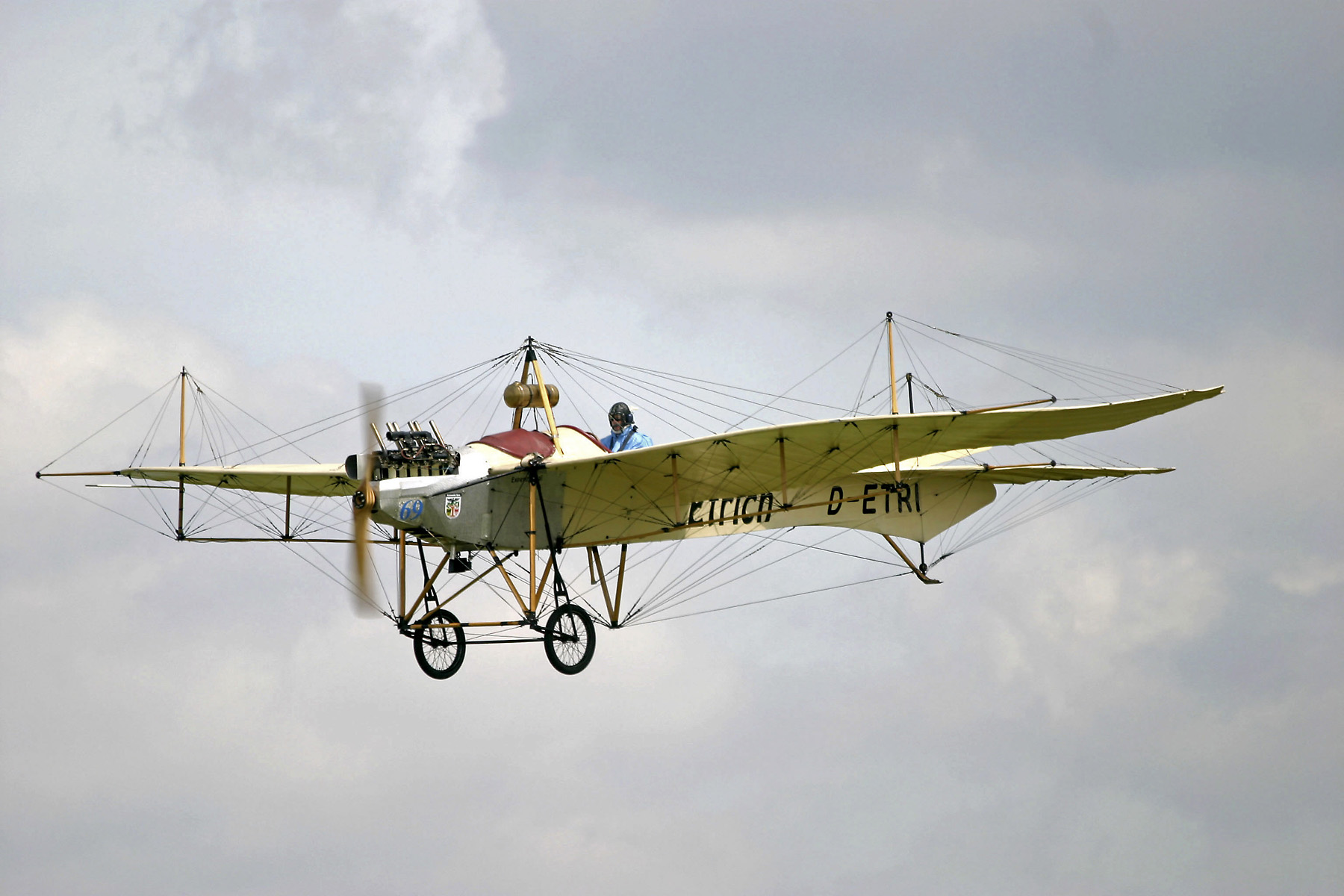
鴿式單翼機

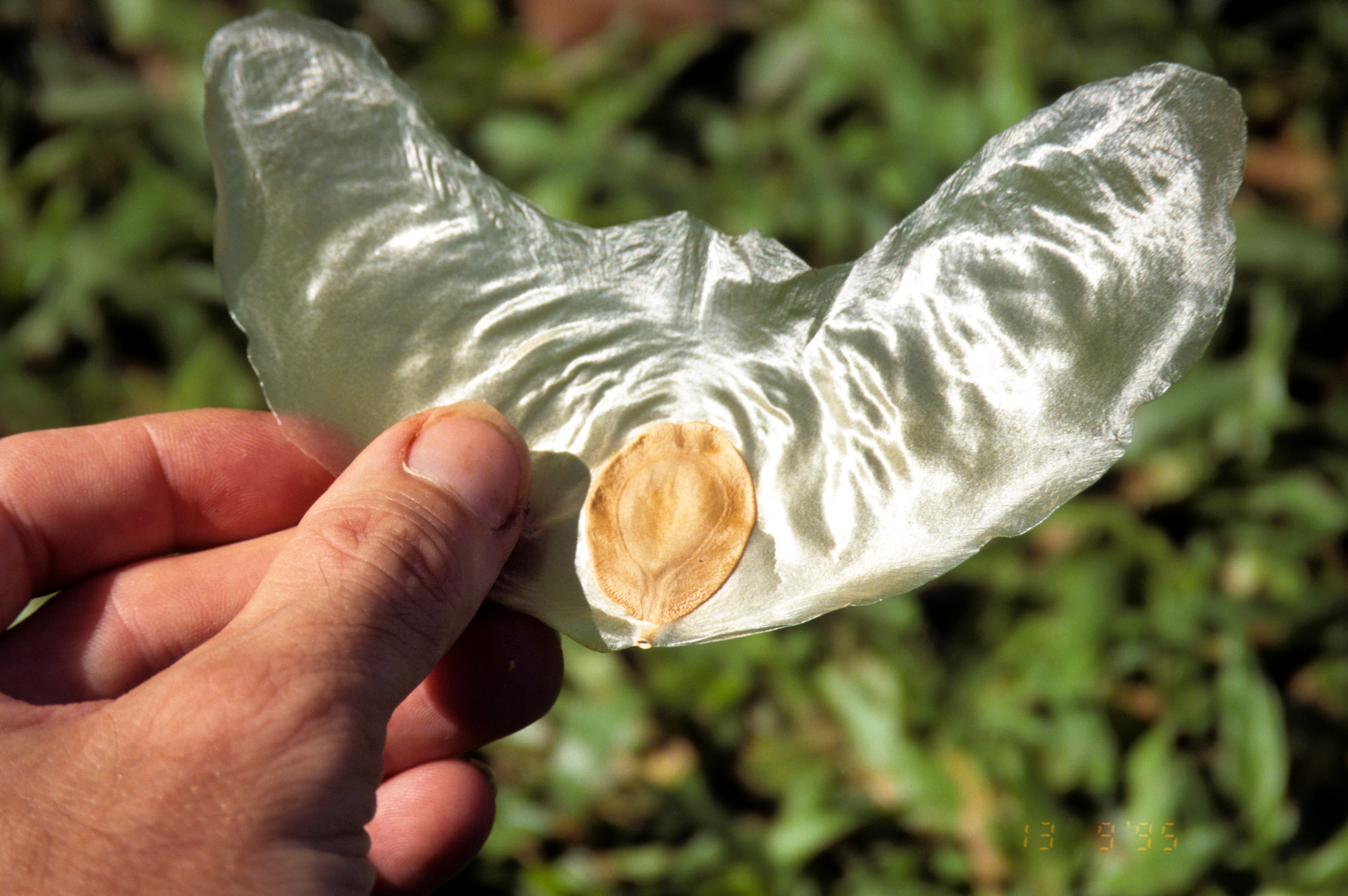
翅葫蘆的種子

乍眼看來鴿式單翼機的設計來自飛鳥，但設計者埃高．艾垂奇是從一種產自爪哇的攀緣植物翅葫蘆的種子得到靈感，這種子成熟時會張開一對翼而平穩地飄落地面，埃高．艾垂奇為此專程走去德國漢堡請教一名叫阿哈爾伯恩的植物學家，拜這種翅葫蘆種子形的機翼所賜，鴿式單翼機有著良好的飛行穏定性。
此機為一木製機架，外敷蒙布，綱管支柱，張線牽引，尤以其綱管衍架式機翼橫梁，垂直貫穿機身曝露機外，與機身骨架連接其成一體之結構裝置極為奇特，其牢固程度不亞於雙翼。
鴿式單翼機有單座機型和雙座機形，由於雙座機用途較多故大多生產雙座機型。
鴿式單翼機是依靠扭曲翼尖去轉彎，由於機翼無副翼和方向舵細小，故轉彎較為困難，這是它的缺點。
鴿式單翼機原本在奧地利的洛納飛機公司生產並獲得來自奧匈帝國軍方的訂單，埃高．艾垂奇想打入德國市場，為此他找來蘭普勒飛機公司生產，但德國政府話埃高．艾垂奇的設計專利權無效，理由是和大果柏樹種子相關的專利權早已給了阿哈爾伯恩這位植物學家，於是不論是哪一家德國飛機工廠都可以生產鴿式單翼機而無需受權書，而在第一次世界大戰期間有多達14家德國飛機工廠生產鴿式單翼機。

## 實戰

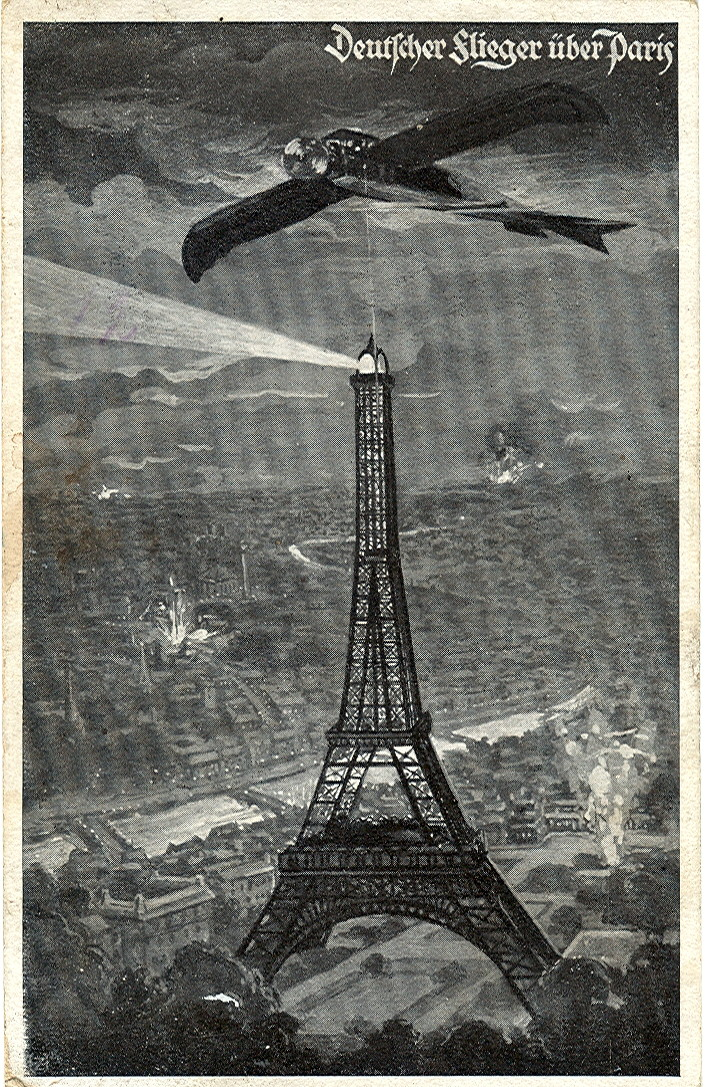
飛在巴黎上空的鴿式單翼機

鴿式單翼機在第一次世界大戰前已被意大利和土耳其用於意土戰爭，1914年第一次世界大戰爆發，同盟國的德意志帝國和奧匈帝國皆大量使用鴿式單翼機首先用於對敵偵察和炮兵觀測，例如在1914年8月20日，一架德軍的鴿式單翼機在比利時奧斯坦德上空見到大批英軍士兵，從而證實英國已經派兵到歐洲大陸參戰。
同年由8月30日開始，一架鴿式單翼機帶著幾個小炸彈和一批傳單空襲巴黎，傳單寫上:「德軍已兵臨巴黎城下，你們除了投降別無選擇」，這樣的空襲除了心理威嚇外其實破壞力不大，由於此架鴿式單翼機每天都是在下午5時飛到巴黎，故它被稱為「5時鴿子」，後來巴黎人還打賭它是否都會準時到達和在哪裡投彈。
而在實戰當中，在前方的機員也會舉起步槍向敵機開火，這可說是最早的空戰，但由於鴿式單翼機在1914年已算落伍，故在1915年在前線的鴿式單翼機已退居後方作為教練機使用。

## 鴿式單翼機在中國

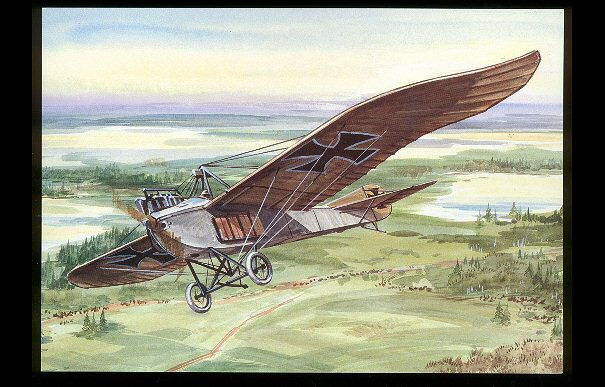
飛翔的鴿式單翼機

1911年中國革命黨人陳英士和厲汝燕購買了兩架鴿式單翼機，此兩機隨同駐青島德軍訂購的兩架鴿式單翼機一起被運回中國，但在到達之前辛亥革命已成功推翻清朝，此兩架鴿式單翼機在1912年1月15日在上海跑馬廳上空舉行飛行表演，之後此兩機在袁世凱的命令下編入中國北洋政府治下的北京南苑機場並成立「南苑航空學校」。
1914年第一次世界大戰爆發後，日本在英國的煽動之下派兵攻打在中國青島的德國駐軍，駐青島德軍有6000人但只有一架鴿式單翼機可用(其餘的一架已不能飛)，與此相比，日軍有五萬大軍並有大批飛機，德軍飛行員甘特．普勒斯喬中尉駕駛此架鴿式單翼機迎戰日軍，除了偵察日軍行動還曾嘗試以小炸彈轟炸日艦但未成功，10月13日，日軍派出3架戰鬥機想擊落此架鴿式單翼機也同樣不成功，而且有可能被普勒斯喬中尉用一支毛瑟C96手槍擊落了一架。
11月7日，青島被日軍攻下前普勒斯喬中尉駕駛此架鴿式單翼並帶著機密文件飛往上海，但在江蘇省北部海州(今連雲港)卻因燃料不足而緊急降落，人機均遭當地駐軍扣留，後經一美籍牧師營救才脫險，普勒斯喬中尉把把此機的發動機送給一名拯救他的中國人，然後把機身燒毀再逃往上海。

## 使用國家

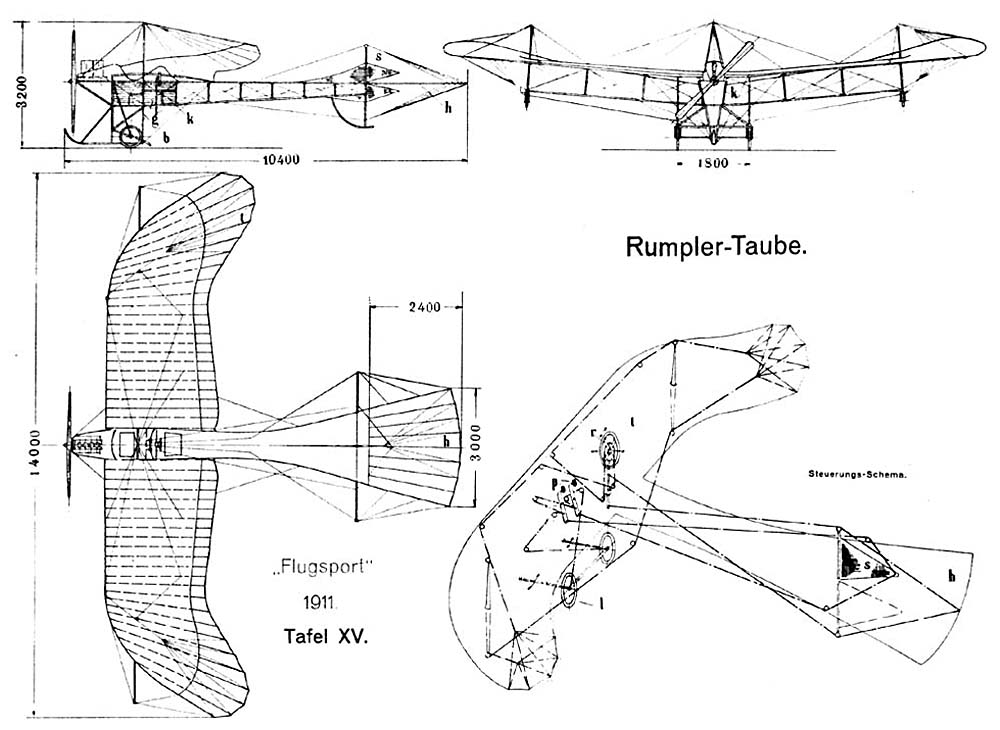
鴿式單翼機四視圖

- 阿根廷
- 奥匈帝国
- 保加利亚
- 中華民國北洋政府
- 德意志帝國
- 義大利王國
- 日本
- 挪威
- 奥斯曼帝国
- 瑞士